# Cmentarz francuskiego kościoła reformowanego w Szczecinie
Cmentarz francuskiego kościoła reformowanego (Französische Gemaide Reformierte Kirchhof) – dawny cmentarz francuskiej parafii ewangelickiej położony na terenie Szczecina. Zajmował niewielki teren przy ulicy Storrady (Französischestr.), Wawelskiej (Am Fort Leopold), Parkowej (Gustaw Adolf Str.) i Kapitańskiej (Stein Str.).
Istnienie cmentarza zapoczątkowała decyzja króla pruskiego Fryderyka Wilhelma I ogłoszona w dniu 6 czerwca 1721, która pozwalała Francuzom osiedlać się na terenie Prus. Napływający do Szczecina Francuzi założyli parafię ewangelicką i wystąpili do władz miasta z prośbą o wyznaczenie terenu pod cmentarz wyznaniowy. Przez wiele lat dokonywaniu tu pochówków Francuzów zamieszkujących miasto, którzy często byli znanymi i wybitnymi mieszkańcami Szczecina. W 1928 dokonano modernizacji cmentarza, wybudowano kaplicę i dom dla cmentarnego ogrodnika. Cmentarz zamknięto dla pochówków w 1937. Murowana kaplica podczas działań wojennych została zniszczona, natomiast przetrwał drewniany domek, zwany „Domem grabarza”. Cmentarz po 1945 wśród polskich osiedleńców nosił nazwę Żabikowskiego. Do końca lat 50. XX wieku na terenie nekropolii znajdowały się nagrobki, w późniejszych latach teren zniwelowano i włączono w granice Parku im. Stefana Żeromskiego. Obecnie żaden ślad nie wskazuje na dawne przeznaczenie tej części parku, a w dawnym domku grabarza mieści się „Klub Storrady”.